# Khian Sa (huyện)
Khian Sa (tiếng Thái: เคียนซา) là một huyện (amphoe) in tỉnh Surat Thani, Thái Lan.
Các huyện giáp ranh (từ phía bắc theo chiều kim đồng hồ) là: Khiri Rat Nikhom, Phunphin, Ban Na Doem, Ban Na San, [[huyện Wiang Sa, tỉnh Surat Thani|Wiang Sa]], Phrasaeng và Phanom. Huyện này cách tỉnh lỵ 60 km.
Huyện này nằm ở lưu vực sông Tapi, sông tạo thành ranh giới phía đông của huyện. Dọc theo sông là đầm lầy Nong Thung Thong. Các tuyến đường chính ở huyện là đường 44 nối Krabi với huyện Khanom.

## Lịch sử
Đơn vị này đã được lập làm một tiểu huyện (king amphoe) vào ngày 15 tháng 12 năm 1970 thông qua việc tách hai tambon Khian Sa và Phuang Phromkhon từ huyện Ban Na San
. Ngày 1 tháng 4 năm 1974, tiểu huyện đã được nâng thành huyện.

## Hành chính

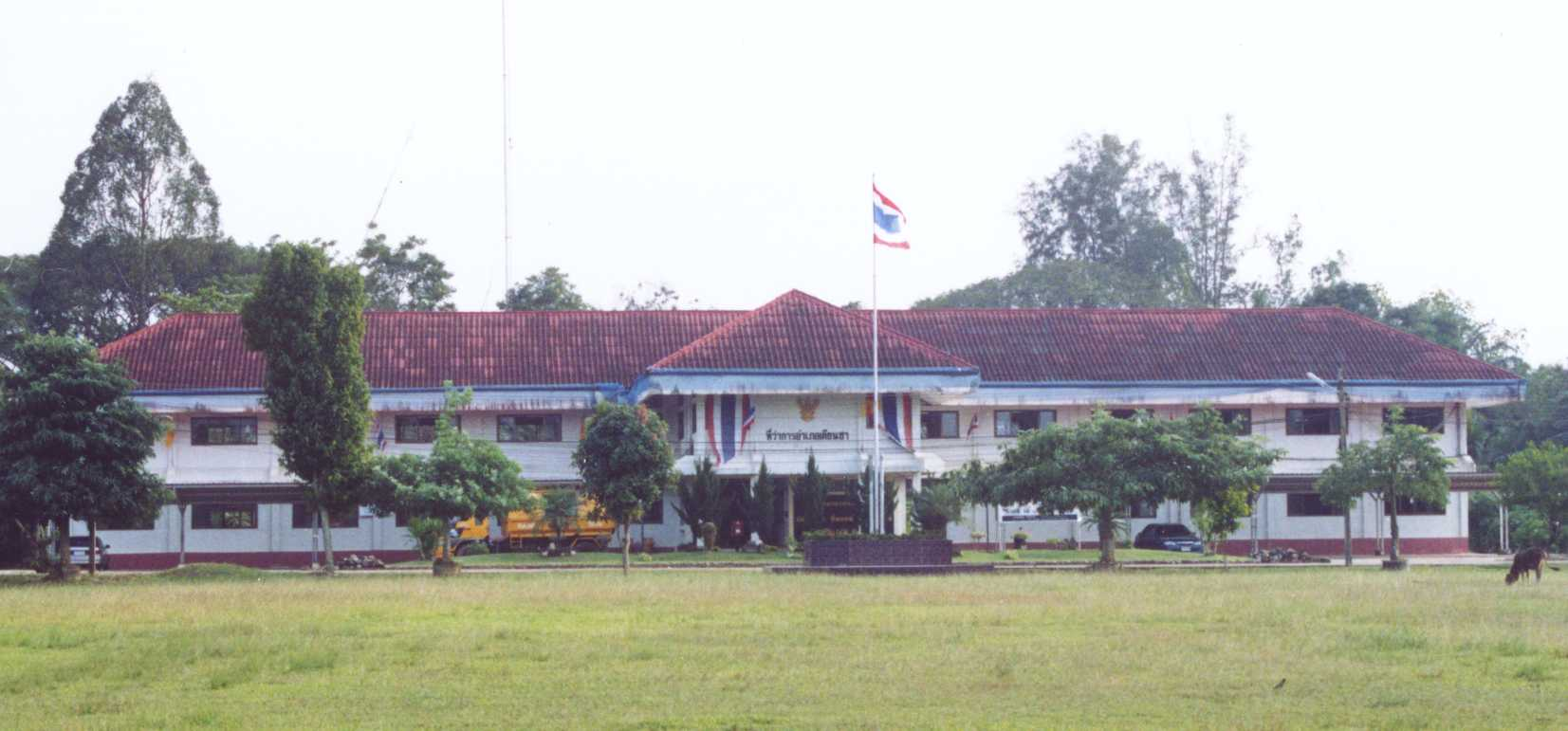
Trụ sở huyện

Huyện này được chia thành 5 phó huyện (tambon), which in turn are further subdivided into 52 làng (muban). Khian Sa là thị trấn(thesaban tambon), nằm trên một phần của the tambon Khian Sa. Mỗi tambon do một tổ chức hành chính tambon quản lý.
| \| STT. \| Tên \| Tên Thái \| Số làng \| Dân số \| \| \| ---- \| ---------------- \| --------- \| ------- \| ------ \| \| \| 1. \| Khian Sa \| เคียนซา \| 7 \| 7.214 \| \| \| 2. \| Phuang Phromkhon \| พ่วงพรมคร \| 13 \| 10.496 \| \| \| 3. \| Khao Tok \| เขาตอก \| 6 \| 3.635 \| \| \| 4. \| Aranyakham Wari \| อรัญคามวารี \| 6 \| 4.392 \| \| \| 5. \| Ban Sadet \| บ้านเสด็จ \| 20 \| 16.882 \| \| | Map of Tambon    |           |         |        |  |
| STT. | Tên              | Tên Thái  | Số làng | Dân số |  |
| 1. | Khian Sa         | เคียนซา    | 7       | 7.214  |  |
| 2. | Phuang Phromkhon | พ่วงพรมคร  | 13      | 10.496 |  |
| 3. | Khao Tok         | เขาตอก    | 6       | 3.635  |  |
| 4. | Aranyakham Wari  | อรัญคามวารี | 6       | 4.392  |  |
| 5. | Ban Sadet        | บ้านเสด็จ   | 20      | 16.882 |  |